# Deutsche Einband-Meisterschaft 1972/73

Veranstaltungsort: Bochum

Die Deutsche Einband-Meisterschaft 1972/73 ist eine Billard-Turnierserie und fand am 31. März 1973 in Bochum zum 20. Mal statt.

## Geschichte
Leider mussten nach diversen Gründen einige Teilnehmer bei dieser Meisterschaft absagen. Dazu kam noch das Werner Naruhn aus beruflichen Gründen das Turnier vorzeitig beenden musste. Mit einem Unentschieden im letzten Match sicherte sich Günter Siebert den Titel vor dem punktgleichen Norbert Witte. Siegfried Spielmann belegte seit 1953 bei seiner letzten Einbandmeisterschaft zum siebten Mal den dritten Platz.

## Modus
Gespielt wurde im Round Robin-Modus bis 200 Punkte.
Die Endplatzierung ergab sich aus folgenden Kriterien:
1. Matchpunkte
2. Generaldurchschnitt (GD)
3. Bester Einzeldurchschnitt (BED)
4. Höchstserie (HS)

## Teilnehmer (alphabetisch)
1. Werner Naruhn (BC Gelsenkirchen-Feldmark 1934)
2. Günter Siebert (Bfr. Sterkrade-Heide)
3. Siegfried Spielmann (Düsseldorfer Bfr. 54)
4. Norbert Witte (BG Bottrop 24)

## Turnierverlauf
| Name                | MP  | Pkte | Aufn. | ED   | HS |
| ------------------- | --- | ---- | ----- | ---- | -- |
| 1. Spielrunde       |     |      |       |      |    |
| Siegfried Spielmann | 0:2 | 132  | 28    | 4,71 | 18 |
| Norbert Witte       | 2:0 | 200  | 28    | 7,14 | 25 |
| Günter Siebert      | 2:0 | 200  | 29    | 6,89 | 42 |
| Werner Naruhn       | 0:2 | 99   | 29    | 3,41 | 14 |

| Name                | MP  | Pkte | Aufn. | ED   | HS |
| ------------------- | --- | ---- | ----- | ---- | -- |
| 2. Spielrunde       |     |      |       |      |    |
| Günter Siebert      | 2:0 | 200  | 31    | 6,45 | 29 |
| Siegfried Spielmann | 0:2 | 177  | 31    | 5,74 | 31 |
| Norbert Witte       | 2:0 | 200  | 38    | 5,26 | 43 |
| Werner Naruhn       | 0:2 | 110  | 38    | 2,89 | 19 |

| Name                | MP  | Pkte | Aufn. | ED   | HS |
| ------------------- | --- | ---- | ----- | ---- | -- |
| 3. Spielrunde       |     |      |       |      |    |
| Günter Siebert      | 1:1 | 200  | 43    | 4,65 | 46 |
| Norbert Witte       | 1:1 | 200  | 43    | 4,65 | 23 |
| Siegfried Spielmann | 2:0 |      |       |      |    |
| Werner Naruhn (*)   | 0:2 |      |       |      |    |

(*) Werner Naruhn musste aus beruflichen Gründen das Turnier abbrechen. 2:0 MP für Siegfried Spielmann

## Abschlusstabelle
| MP    | Match Points (Sieger = 2; Unentschieden = 1; Verlierer = 0) |
| Pkte. | Erzielte Karambolagen                                       |
| Aufn. | Benötigte Versuche                                          |
| GD    | Generaldurchschnitt                                         |
| BED   | Bester Einzeldurchschnitt eines Spielers                    |
| HS    | Höchstserie                                                 |
|       | Bester GD des Turniers                                      |
|       | Bester ED des Turniers                                      |
|       | Beste HS des Turniers                                       |
|       | 1. Platz (Gold)                                             |
|       | 2. Platz (Silber)                                           |
|       | 3. Platz (Bronze)                                           |

| Endklassement             | Endklassement       | Endklassement | Endklassement | Endklassement | Endklassement | Endklassement | Endklassement | Endklassement | Endklassement |
| Platz                     | Name                | MP            | Pkte.         | Aufn.         | GD            | BED           | HS            |               |               |
| ------------------------- | ------------------- | ------------- | ------------- | ------------- | ------------- | ------------- | ------------- | ------------- | ------------- |
| 1                         | Günter Siebert      | 5:1           | 600           | 103           | 5,82          | 6,89          | 46            |               |               |
| 2                         | Norbert Witte       | 5:1           | 600           | 109           | 5,50          | 7,14          | 43            |               |               |
| 3                         | Siegfried Spielmann | 2:4           | 309           | 59            | 5,23          | –             | 31            |               |               |
| 4                         | Werner Naruhn       | 0:6           | 209           | 67            | 3,11          | –             | 19            |               |               |
| Turnierdurchschnitt: 5,08 |                     |               |               |               |               |               |               |               |               |